# Sergio Santimaria
Alessandro Proni (Vigevano, província de Pavia, 26 d'abril de 1957) és un ciclista italià, ja retirat, que fou professional entre 1978 i 1987. Durant la seva carrera esportiva destaquen dues victòries d'etapa al Giro d'Itàlia, el 1984 i 1986.

## Palmarès
- 1977
  - 1r a la Milà-Rapallo
- 1979
  - 1r al Gran Fondo
- 1984
  - Vencedor d'una etapa al Giro d'Itàlia
- 1986
  - Vencedor d'una etapa al Giro d'Itàlia

### Resultats al Giro d'Itàlia
- 1978. 84è de la classificació general
- 1979. 78è de la classificació general
- 1980. 82è de la classificació general
- 1981. Abandona (21a etapa)
- 1983. 85è de la classificació general
- 1984. 28è de la classificació general. Vencedor d'una etapa
- 1986. 60è de la classificació general. Vencedor d'una etapa

### Resultats a la Volta a Espanya
- 1978. 84è de la classificació general